# Andreas Seppi
Andreas Seppi (Bozen, 21 de febrer de 1984) és un tennista professional italià. És un jugador versàtil que juga bé tant en pistes lentes com en pistes dures.

## Carrera esportiva
Va tenir la millor actuació de la seua carrera quan va arribar a les semifinals del Torneig d'Hamburg en el 2008. Una altra de les seues bones actuacions va tenir lloc en el Masters de Roma 2012 en el qual va arribar a quarts de final, després de guanyar en vuitens de final un maratonià partit enfront del suís Stanislas Wawrinka per 6-7, 7-6 i 7-6 salvant sis punts de partit, després en quarts perdria davant un altre suís Roger Federer.
Ha aconseguit 3 títols ATP en individuals, el primer el 18 de juliol de 2011 a Eastbourne després de guanyar en la final a Janko Tipsarevic per 7-6, 3-6, 5-3 i retirada del serbi. El segon ho aconseguiria a Belgrad (2012) vencent a Benoit Paire per 6-3 i 6-2. L'últim ho va aconseguir a Moscou el mateix any després de derrotar a Thomaz Bellucci per 3-6, 7-6 i 6-3. D'aquesta manera va esdevenir un dels tennistes que han guanyat torneigs ATP en les tres superfícies (terra batuda, herba i dura).
Des de l'any 2004 és integrant de l'Equip de Copa Davis d'Itàlia. Posseeix uns registres lleugerament positius tan en enfrontaments individuals com en dobles, i el seu millor resultat dins l'equip italià fou les semifinals de 2014.

## Palmarès

### Individual: 10 (3−7)
| Llegenda (pre/post 2009)                                 |
| -------------------------------------------------------- |
| Grand Slams (0−0)                                        |
| Tennis Masters Cup / ATP Finals (0−0)                    |
| ATP Masters Series / ATP World Tour Masters 1000 (0−0)   |
| ATP International Series Gold / ATP World Tour 500 (0−1) |
| ATP International Series / ATP World Tour 250 (3−6)      |

| Títols per superfície |
| --------------------- |
| Dura (1−4)            |
| Gespa (1−2)           |
| Terra batuda (1−1)    |

| Resultat  | Núm. | Data                   | Torneig                 | Superfície   | Oponent en la final    | Marcador                   |
| --------- | ---- | ---------------------- | ----------------------- | ------------ | ---------------------- | -------------------------- |
| Finalista | 1.   | 13 de setembre de 2007 | Gstaad, Suïssa          | Terra batuda | Paul-Henri Mathieu     | 7−6(1), 4−6, 5−7           |
| Guanyador | 1.   | 18 de juny de 2011     | Eastbourne, Regne Unit  | Gespa        | Janko Tipsarević       | 7−6(5), 3−6, 5−3, retirada |
| Guanyador | 2.   | 6 de maig de 2012      | Belgrad, Sèrbia         | Terra batuda | Benoît Paire           | 6−3, 6−2                   |
| Finalista | 2.   | 24 de juny de 2012     | Eastbourne              | Gespa        | Andy Roddick           | 3−6, 2−6                   |
| Finalista | 3.   | 23 de setembre de 2012 | Metz, França            | Dura (i)     | Jo-Wilfried Tsonga     | 1−6, 2−6                   |
| Guanyador | 3.   | 21 d'octubre de 2012   | Moscou, Rússia          | Dura (i)     | Thomaz Bellucci        | 3−6, 7−6(3), 6−3           |
| Finalista | 4.   | 8 de febrer de 2015    | Zagreb, Croàcia         | Dura (i)     | Guillermo García López | 6−7(5), 3−6                |
| Finalista | 5.   | 21 de juny de 2015     | Halle, Alemanya         | Gespa        | Roger Federer          | 6−7(1), 4−6                |
| Finalista | 6.   | 12 de gener de 2019    | Sydney, Austràlia       | Dura         | Alex de Minaur         | 5−7, 6−7(5)                |
| Finalista | 7.   | 16 de febrer de 2020   | Nova York, Estats Units | Dura (i)     | Kyle Edmund            | 5−7, 1−6                   |

### Dobles masculins: 7 (1−6)
| Llegenda (pre/post 2009)                                 |
| -------------------------------------------------------- |
| Grand Slams (0−0)                                        |
| Tennis Masters Cup / ATP Finals (0−0)                    |
| ATP Masters Series / ATP World Tour Masters 1000 (0−0)   |
| ATP International Series Gold / ATP World Tour 500 (1−2) |
| ATP International Series / ATP World Tour 250 (0−4)      |

| Títols per superfície |
| --------------------- |
| Dura (1−4)            |
| Gespa (0−1)           |
| Terra batuda (0−1)    |

| Resultat  | Núm. | Data                 | Torneig                    | Superfície   | Parella            | Oponents en la final              | Marcador          |
| --------- | ---- | -------------------- | -------------------------- | ------------ | ------------------ | --------------------------------- | ----------------- |
| Finalista | 1.   | 4 de febrer de 2006  | Zagreb, Croàcia            | Dura (i)     | Davide Sanguinetti | Jaroslav Levinský Michal Mertiňák | 6−7(7), 1−6       |
| Finalista | 2.   | 18 de juliol de 2010 | Bastad, Suècia             | Terra batuda | Simone Vagnozzi    | Robert Lindstedt Horia Tecău      | 4−6, 5−7          |
| Finalista | 3.   | 10 d'octubre de 2010 | Tòquio, Japó               | Dura         | Dmitry Tursunov    | Eric Butorac Jean-Julien Rojer    | 3−6, 2−6          |
| Finalista | 4.   | 7 de gener de 2011   | Doha, Qatar                | Dura         | Daniele Bracciali  | Rafael Nadal Marc López           | 3−6, 6−7(4)       |
| Finalista | 5.   | 16 de juny de 2011   | Eastbourne, Regne Unit     | Gespa        | Grigor Dimitrov    | Jonathan Erlich Andy Ram          | 3−6, 3−6          |
| Finalista | 6.   | 6 d'octubre de 2013  | Pequín, Xina               | Dura         | Fabio Fognini      | Max Mirnyi Horia Tecău            | 4−6, 2−6          |
| Guanyador | 1.   | 27 de febrer de 2016 | Dubai, Emirats Àrabs Units | Dura         | Simone Bolelli     | Feliciano López Marc López        | 6−2, 2−6, [14−12] |

## Trajectòria

### Individual
| Open d'Austràlia | Q3   | Q2          | 1R          | 2R          | 2R    | 1R          | 1R          | 2R          | 1R    | 4R          | 2R          | 4R          | 3R    | 4R          | 4R          | 3R          | 2R          | 1R   | 1R | 0 / 17    | 21 – 17   |
| Roland Garros | Q3   | Q2          | 1R          | 1R          | 1R    | 2R          | 2R          | 2R          | 4R    | 3R          | 3R          | 1R          | 1R    | 2R          | 1R          | 1R          | 1R          | 2R   |    | 0 / 16    | 12 – 16   |
| Wimbledon | Q2   | 1R          | 2R          | 2R          | 3R    | 3R          | 2R          | 2R          | 1R    | 4R          | 1R          | 3R          | 2R    | 2R          | 2R          | 2R          | NC          | 2R   |    | 0 / 16    | 18 – 16   |
| US Open | 2R   | 1R          | 1R          | 1R          | 3R    | 1R          | 1R          | 1R          | 1R    | 3R          | 2R          | 3R          | 2R    | 1R          | 2R          | 1R          | 1R          | 3R   |    | 0 / 18    | 12 – 18   |
| Jocs Olímpics | A    | No celebrat | No celebrat | No celebrat | 2R    | No celebrat | No celebrat | No celebrat | 2R    | No celebrat | No celebrat | No celebrat | 2R    | No celebrat | No celebrat | No celebrat | No celebrat | A    | NC | 0 / 3     | 3 – 3     |
| Total Victòries–Derrotes                                                                                                   | 7−10 | 19−17       | 20−30       | 22−24       | 30−30 | 24−31       | 24−28       | 25−24       | 38−27 | 30−29       | 24−30       | 26−25       | 20−25 | 18−18       | 24−23       | 19−24       | 7−7         | 7−13 |    | 384 – 419 | 384 – 419 |
| Rànquing a final d'any | 146  | 68          | 74          | 50          | 35    | 49          | 52          | 38          | 23    | 25          | 45          | 29          | 87    | 86          | 37          | 72          | 105         | 102  |    |           |           |
| Llegenda: G: Guanyador; F: Finalista; SF: Semifinalista; QF: Quarts de final; Q: Qualificació; A: Absent; RR: Round Robin; |      |             |             |             |       |             |             |             |       |             |             |             |       |             |             |             |             |      |    |           |           |

### Dobles
| Torneig | 2005        | 2006        | 2007        | 2008 | 2009        | 2010        | 2011        | 2012 | 2013        | 2014        | 2015        | 2016 | 2017        | 2018        | 2019        | 2020 | Títols  | V – D   |
| --- | ----------- | ----------- | ----------- | ---- | ----------- | ----------- | ----------- | ---- | ----------- | ----------- | ----------- | ---- | ----------- | ----------- | ----------- | ---- | ------- | ------- |
| Open d'Austràlia | A           | A           | A           | 1R   | QF          | 3R          | 1R          | 1R   | 2R          | 2R          | 1R          | 3R   | A           | A           | 1R          | 1R   | 0 / 11  | 9 – 11  |
| Roland Garros | A           | 1R          | A           | 1R   | 2R          | 1R          | 1R          | 1R   | 2R          | 1R          | 1R          | 1R   | 2R          | 3R          | 1R          |      | 0 / 13  | 5 – 13  |
| Wimbledon | A           | 1R          | A           | 1R   | 1R          | 2R          | 1R          | 3R   | 2R          | 1R          | 1R          | 1R   | 1R          | 1R          | 1R          |      | 0 / 13  | 4 – 13  |
| US Open | 1R          | 1R          | 1R          | 1R   | 3R          | 1R          | QF          | 1R   | 1R          | 2R          | 2R          | 2R   | 2R          | 2R          | 2R          |      | 0 / 15  | 11 – 15 |
| Jocs Olímpics | No celebrat | No celebrat | No celebrat | 1R   | No celebrat | No celebrat | No celebrat | 1R   | No celebrat | No celebrat | No celebrat | QF   | No celebrat | No celebrat | No celebrat |      | 0 / 3   | 2 – 3   |
| Rànquing a final d'any | 282         | 192         | 338         | 119  | 82          | 86          | 106         | 86   | 68          | 140         | 256         | 96   | 215         | 229         |             |      | 51 – 51 | 51 – 51 |
| Llegenda: G: Guanyador; F: Finalista; SF: Semifinalista; QF: Quarts de final; Q: Qualificació; A: Absent; RR: Round Robin; |             |             |             |      |             |             |             |      |             |             |             |      |             |             |             |      |         |         |